# ECB AT91

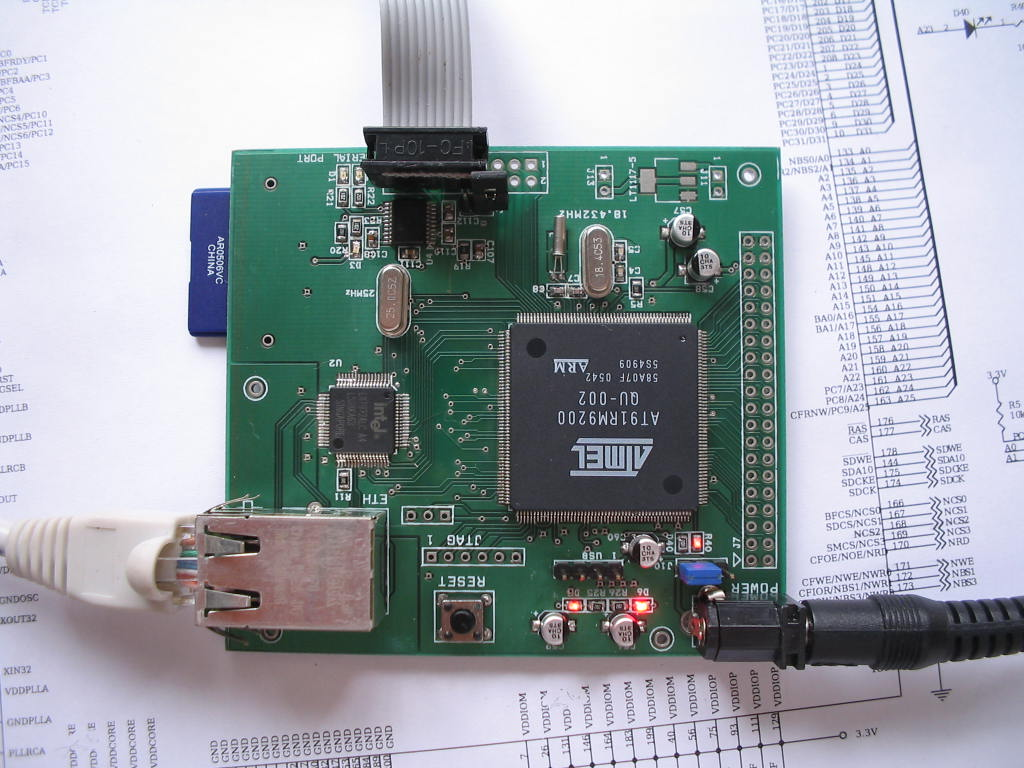
Computador en una tarjeta ECB AT91.

ECB AT91 (V1) es un computador de placa reducida desarrollado en Colombia basado en un procesador ARM9 de 180MHz.
Desde 5 de diciembre de 2006, el diseño de la tarjeta es libre, y los esquemáticos y el PCB pueden ser descargados desde la página de la tarjeta.
Soporta hasta 64 MB de SDRAM. Mide 85 mm x 77 mm. Puede ser accedido usando un puerto serial, USB y Ethernet. Usa el sistema operativo GNU/Linux (Kernels recientes de la rama 2.6). Es correcto afirmar que la ECB AT91 ejecuta Linux embebido (o Linux empotrado).

## Distribuciones soportadas
Soporta las siguientes distribuciones:
- Debian GNU/Linux
- Openembedded
- buildroot

## Características
Tiene las siguientes características:
- Procesador ARM9 a 180 MHz (Atmel AT91RM9200)
- 2 MB de flash serial
- Hasta 64 MB de SDRAM (8, 16, 32 o 64 MB)
- 1 SD/MMC slot
- USB 2.0 host
- I2C port
- 1 Interfaz Ethernet 10/100
- 1 interfaz USB 2.0
- 4 interfaces SPI
- 2 interfaces seriales (RS232)
- soporte a JTAG